# Vẻ đẹp cuộc sống
Vẻ đẹp cuộc sống là một bộ phim chính kịch 2016 của Mỹ do David Frankel đạo diễn và viết kịch bản bởi Allan Loeb. Phim có sự tham gia của dàn diễn viên nổi tiếng là Will Smith, Edward Norton, Keira Knightley, Michael Peña, Naomie Harris, Jacob Latimore, Kate Winslet và Helen Mirren. Phim kể về một người đàn ông vượt qua cái chết của con gái mình bằng cách viết thư đến thời gian, cái chết và tình yêu.
Phim ra mắt tại Liên hoan phim quốc tế Dubai vào ngày 13 tháng 12 năm 2016 và công chiếu tại Mỹ vào ngày 16 tháng 12 năm 2016. Mặc dù bị giới phê bình chỉ trích, phim vẫn thu về $88 triệu toàn cầu so với kinh phí $36. Phim khởi chiếu tại Việt Nam ngày 6 tháng 1 năm 2017.